# Martin Klepper
Martin Klepper (* 5. Oktober 1963 in Weinheim) ist ein deutscher Amerikanist und Literaturwissenschaftler. Er lehrt seit 2007 als Professor für amerikanische Literatur und Kultur an der Humboldt-Universität zu Berlin.

## Leben
Martin Klepper studierte von 1984 bis 1991 Anglistik und Geschichte an der Universität Konstanz mit Austauschsemestern an der University of Bristol (England) und als Fulbright-Stipendiat an der Binghamton University (New York). Nach dem Magisterabschluss und Staatsexamen für Englisch und Geschichte gehörte er von 1991 bis 1994 dem Graduiertenkolleg „Die USA und die Probleme der Demokratie“ am John-F.-Kennedy-Institut für Nordamerikastudien der Freien Universität Berlin an. Dort wurde er 1995 zum Dr. phil. promoviert, Thema seiner Dissertation war die amerikanische Postmoderne zwischen Spiel und Rekonstruktion mit Fokus auf den Autoren Thomas Pynchon, Paul Auster und Don DeLillo. Von 1994 bis 1996 absolvierte Klepper das Lehramtsreferendariat für die Fächer Englisch, Geschichte und Politik in Berlin und arbeitete danach kurze Zeit als Lehrer an einer Privatschule. 
Von 1997 bis 2004 war er wissenschaftlicher Assistent an der Universität Hamburg, unterbrochen von einem Aufenthalt als Gastwissenschaftler an der University of California at Berkeley (2001–02). Mit seiner Schrift zur Entwicklung der literarischen Erzählperspektive (Point of view) im amerikanischen Roman vom Ende des 18. bis zum frühen 20. Jahrhundert habilitierte er sich 2004 in Hamburg für das Fach Amerikanische Literatur und Kultur. Anschließend lehrte Klepper zunächst als Akademischer Rat für Anglistik an der Universität Koblenz-Landau, bevor er 2005 als Professor für Amerikanistik an die Christian-Albrechts-Universität zu Kiel berufen wurde. 
Seit dem Sommersemester 2007 ist Martin Klepper Professor für amerikanische Literatur und Kultur an der Humboldt-Universität zu Berlin. Eine Gastprofessur führte ihn im Frühjahr 2013 an die University of Washington in Seattle. Seine Forschungs- und Publikationsschwerpunkte sind transkulturelle narrative Identitäten, Visualität und Perspektive im 19. Jahrhundert, der amerikanische postmoderne und utopische Roman und die Geschichte des amerikanischen Films.
Mitte Juni 2024 forderte Klepper mit mehreren tausend weiteren Professoren und Dozenten den Rücktritt der Bildungs- und Forschungsministerin Bettina Stark-Watzinger aufgrund ihrer Erwägungen zur Kürzung von Forschungsmitteln für Hochschulangehörige, die zuvor gegen die Räumung eines propalästinensischen Protestcamps ausgesprochen hatten.